# Cálculo Kappa
Em lógica matemática, teoria das categorias, e
ciência da computação, kappa cálculo é um
sistema formal para a definição de funções de primeira ordem.
Ao contrário do cálculo lambda, o cálculo kappa não tem
funções de ordem superior; as suas funções não são objetos de primeira classe. Kappa-cálculo pode ser
considerado como "uma reformulação do fragmento de primeira-ordem do cálculo lambda tipado".
Em razão do fato de que suas funções não são objetos de primeira classe, a avaliação de expressões de cálculo kappa não exige fechos.

## Definição
A definição abaixo foi adaptada a partir de diagramas nas páginas 205
e 207 de Hasegawa.

### Gramática
Cálculo kappa consiste em tipos e expressões, dado pela
gramática abaixo:
{\displaystyle \tau =1\mid \tau \times \tau \mid \ldots }
{\displaystyle e=x\mid id_{\tau }\mid !_{\tau }\mid \operatorname {lift} _{\tau }(e)\mid e\circ e\mid \kappa x:1{\to }\tau .e}
Em outras palavras,
- 1 é um tipo
- If {\displaystyle \tau _{1}} and {\displaystyle \tau _{2}} forem tipos então {\displaystyle \tau _{1}\times \tau _{2}}é um tipo
- Toda variável é uma expressão
- Se {\displaystyle \tau } for um tipo então {\displaystyle id_{\tau }} é uma expressão
- Se {\displaystyle \tau } for um tipo então {\displaystyle !_{\tau }} é uma expressão
- Se {\displaystyle \tau } for um tipo e {\displaystyle e} for uma expressão então {\displaystyle \operatorname {lift} _{\tau }(e)}  é uma expressão
- Se {\displaystyle e_{1}} e {\displaystyle e_{2}} forem expressões então {\displaystyle e_{1}\circ e_{2}}  é uma expressão
- Se {\displaystyle x} for uma variável, {\displaystyle \tau } for um tipo, e {\displaystyle e} for uma expressão, então {\displaystyle \kappa x{:}1{\to }\tau \;.\;e}é uma expressão

O tipo {\displaystyle :1{\to }\tau } e os índices de {\displaystyle id}, {\displaystyle !}, e {\displaystyle \operatorname {lift} } são
às vezes omitidos quando eles podem ser inequivocamente determinados a partir do contexto.
Justaposição é frequentemente usada como uma abreviação para uma combinação de
"{\displaystyle \operatorname {lift} }" e composição:
{\displaystyle e_{1}e_{2}{\overset {def}{=}}e_{1}\circ \operatorname {lift} (e_{2})}

### Regras de tipagem
A apresentação aqui usa sequentes ({\displaystyle \Gamma \vdash e:\tau }) em vez de julgamentos hipotéticos, a fim de facilitar a comparação com o cálculo lambda simplesmente tipado. Isso requer que a adição da regra Var, que não aparecem no Hasegawa
No cálculo kappa existem dois tipos de expressões: o tipo de origem e o tipo de destino. A notação {\displaystyle e:\tau _{1}{\to }\tau _{2}} é usada para indicar que a expressão {\displaystyle e} tem o tipo da fonte {\displaystyle {\tau _{1}}} e o tipo de destino {\displaystyle {\tau _{2}}}.

Expressões no cálculo kappa são tipos de atribuídos de acordo com as seguintes regras:
{\displaystyle {x{:}1{\to }\tau \;\in \;\Gamma } \over {\Gamma \vdash x:1{\to }\tau }} (Var)
{\displaystyle {} \over {\vdash id_{\tau }\;:\;\tau \to \tau }} (Id)
{\displaystyle {} \over {\vdash !_{\tau }\;:\;\tau \to 1}} (Bang)
{\displaystyle {\Gamma \vdash e_{1}{:}\tau _{1}{\to }\tau _{2}\;\;\;\;\;\;\Gamma \vdash e_{2}{:}\tau _{2}{\to }\tau _{3}} \over {\Gamma \vdash e_{2}\circ e_{1}:\tau _{1}{\to }\tau _{3}}} (Comp)
{\displaystyle {\Gamma \vdash e{:}1{\to }\tau _{1}} \over {\Gamma \vdash \operatorname {lift} _{\tau _{2}}(e)\;:\;\tau _{2}\to (\tau _{1}\times \tau _{2})}}
(Lift)
{\displaystyle {\Gamma ,\;x{:}1{\to }\tau _{1}\;\vdash \;e:\tau _{2}{\to }\tau _{3}} \over {\Gamma \vdash \kappa x{:}1{\to }\tau _{1}\,.\,e\;:\;\tau _{1}\times \tau _{2}\to \tau _{3}}}
(Kappa)
Em outras palavras,
- Var: assumindo{\displaystyle x:1{\to }\tau } permite você concluir que{\displaystyle x:1{\to }\tau }
- Id: para qualquer tipo , {\displaystyle id_{\tau }:\tau {\to }\tau }
- Bang: para qualquer  tipo {\displaystyle \tau }, {\displaystyle !_{\tau }:\tau {\to }1}
- Comp: se o tipo de destino corresponde ao tipo de origem , eles podem ser compostos para formar uma expressão com o tipo de origem de e o tipo de destido de{\displaystyle e_{2}}
- Lift: se {\displaystyle e:1{\to }\tau _{1}}, então{\displaystyle \operatorname {lift} _{\tau _{2}}(e):\tau _{2}{\to }(\tau _{1}\times \tau _{2})}
- Kappa: se nós podemos concluir que sob a suposição que , então nós podemos concluir sem essa suposição que{\displaystyle \kappa x{:}1{\to }\tau _{1}\,.\,e\;:\;\tau _{1}\times \tau _{2}\to \tau _{3}}

### Igualdades
Cálculo kappa obedece as seguintes igualdades:
- Neutralidade: Se {\displaystyle f:\tau _{1}{\to }\tau _{2}} então {\displaystyle f{\circ }id_{\tau _{1}}=f} e {\displaystyle f=id_{\tau _{2}}{\circ }f}
- Associatividade: Se {\displaystyle f:\tau _{1}{\to }\tau _{2}}, {\displaystyle g:\tau _{2}{\to }\tau _{3}}, e {\displaystyle h:\tau _{3}{\to }\tau _{4}}, então {\displaystyle (h{\circ }g){\circ }f=h{\circ }(g{\circ }f)}.
- Terminalidade: Se e então{\displaystyle f=g}
- Redução de ascensor: {\displaystyle (\kappa x.f)\circ \operatorname {lift} _{\tau }(c)=f[c/x]}
- Redução Kappa: {\displaystyle \kappa x.(h\circ \operatorname {lift} _{\tau }(x))=h} se x não é livre em h

As últimas duas igualdades são regras de redução para os cálculos, reescrevendo da esquerda para direita

## Proriedades
O tipo 1 pode ser considerado como o tipo unitário. Devido a isso, quaisquer duas funções cujo tipo de argumento é o mesmo e cujo tipo de resultado é 1 deve ser igual - uma vez que existe apenas um único valor do tipo 1 as duas funções devem retornar esse valor para cada argumento (Terminalidade).
Expressões com tipo podem ser considerado como "constantes" ou valores de "tipo de base"; isto é porque o 1 é o tipo unitário e, portanto, uma função deste tipo é necessariamente uma função constante. Observe que o regra kappa permite abstrações apenas quando a variável que está sendo abstraída tem o tipo para alguns. Este é o mecanismo básico que garante que todas as funções são de primeira ordem.

## Semântica categórica
Cálculo kappa destina-se a ser a linguagem interna de categorias completas contextualmente.

## Exemplos
Expressões com múltiplos argumentos têm tipos fonte que são
árvores binárias "desbalanceadas à direita".  Por exemplo, uma função {\displaystyle f} com três
argumentos de tipos {\displaystyle A,B,} e {\displaystyle C} e tipo do resultado for {\displaystyle D} terá tipo
{\displaystyle f:A\times (B\times (C\times 1))\to D}
Se definirmos justaposição associativa-à-esquerda (f c) como uma abreviação
para {\displaystyle (f\circ \operatorname {lift} (c))}, então – assumindo que
{\displaystyle a:1{\to }A}, {\displaystyle b:1{\to }B}, e que
{\displaystyle c:1{\to }C} – podemos aplicar essa função:
{\displaystyle f\;a\;b\;c\;:\;1\to D}
Como a expressão {\displaystyle fabc} tem tipo fonte 1, ela é um "valor básico" e pode ser passado como um argumento para uma outra função.  Se {\displaystyle g:(D\times E){\to }F}, então
{\displaystyle g\;(f\;a\;b\;c)\;:\;E\to F}
Bem semelhante a uma função "curryficada" de tipo
{\displaystyle A{\to }(B{\to }(C{\to }D))} no lambda cálculo, aplicação parcial
é possível:
{\displaystyle f\;a\;:\;B\times (C\times 1)\to D}
Entretanto nenhum tipo de alta ordem  (i.e. {\displaystyle (\tau {\to }\tau ){\to }\tau }) está envolvido.  Note que em razão do fato de que o tipo fonte de {\displaystyle fa} não é 1, a seguinte expressão não pode ser tipada sob as suposições mencionadas até aqui :
{\displaystyle h\;(f\;a)}
Em razão do fato de que a aplicação sucessiva é usada para argumentos múltiplos
não é necessário saber a  aridade de uma função para
determinar sua tipagem; por exemplo, se sabemos que
{\displaystyle c:1{\to }C} então a expressão
{\displaystyle j\;c}
é bem tipada desde que j tenha tipo
{\displaystyle (C\times \alpha ){\to }\beta } para algum {\displaystyle \alpha }
e algum {\displaystyle \beta }.  Essa propriedade é importante quando calculando
o tipo principal de uma expressão, algo
que pode ser difícil quando se tentar excluir funções de alta-ordem dos lambda-cálculos tipados  restringindo a gramática de tipos.

## História
Barendregt originalmente introduziu o termo
"completude funcional" no contexto da álgebra combinatória.
O Kappa cálculo surgiu a partir de esforços de Lambek para formular um análogo apropriado de completude funcional
para categorias arbitrárias (ver Hermida & Jacobs, section 1).  Hasegawa mais tarde desenvolveu o kappa
cálculo para uma linguagem de programação utilizável (embora simples) incluindo
aritmética sobre números naturais e recursão primitiva.  Conexões a
setas foram investigadas mais tarde por Power, Thielecke, e outros.

## Variantes
É possível explorar versões do kappa cálculo com
tipos subestruturais tais como  linear, afim,
e tipos ordenados.  Essas extensões requerem eliminar ou
restringir a expressão {\displaystyle !_{\tau }}.  Em tais circunstâncias
o operador de tipo {\displaystyle \times } não é um verdadeiro produto cartesiano,
e é geralmente escrito {\displaystyle \otimes } para deixar isso claro.